# Tōsuke Sawami
Tōsuke Sawami (沢海東助?, Sawami Tōsuke; 31 marzo 1910 – ...) è stato un pallanuotista giapponese.
Ha fatto parte del Giappone che ha partecipato alle Olimpiadi di Los Angeles 1932.